# 钱学森
钱学森（1911年12月11日—2009年10月31日），浙江仁和（今杭州市）人，生于上海，中国共产黨、中华人民共和国政治人物，原副国级领导人。中国空气动力学家和系统科学家，工程控制论创始人之一，美国空军原上校，中国人民解放军特级文职干部、一级英雄模范，中国科学院院士暨中国工程院院士。钱学森在中华人民共和国的“两弹一星”工程中扮演了重要角色，为中美两国的火箭、导弹和航天计划都做出过重大贡献，1991年被中国政府授予“国家杰出贡献科学家”荣誉称号，1999年被中国政府评为“两弹一星元勋”。与钱伟长、钱三强并称为“三钱”。
钱学森1935年以美国退还的庚子赔款公费赴美进修，1936年起师从西奥多·冯·卡门；1945年被派赴德调查纳粹德国火箭科技；1955年在美国政府的同意下回到中華人民共和国。曾任麻省理工学院及加州理工学院教授，是加州理工喷气推进实验室和中华人民共和国国防部第五研究院和中国科学院力学研究所的主要创建者之一，长期担任第七机械工业部副部长和中国人民解放军国防科学技术委员会副主任。此外，钱学森曾任中国人民政治协商会议第六、七、八届全国委员会副主席，位列国家级副职党和国家领导人。被譽為「中國導彈之父」、「中國航天之父」。

## 生平

### 早年
1911年12月11日生于上海，出身于吴越钱氏家族，是五代吴越国国王钱镠的第33代孙。1914年，父亲钱家治到民国政府教育部任职，隨父迁居北京宣武门外。
1918年入学北京第二实验小学。1921年转入北京高等师范学院第一附小。1923年入学北京高等师范学院附中（今北京师范大学附属中学）。
1929年秋，入国立交通大学机械工程系铁路门，攻读蒸汽机车工程。1930年，钱学森被诊断染上伤寒，休学一年，在杭州养病，接受中医与气功治疗，并且因此对中医和气功产生浓厚的兴趣。1934年毕业于国立交通大学。8月，赴國立中央大学参加清华大学庚款留美公費生考试。10月成为20名留美公費生之一。
1935年，在清华大学导师空气动力学教授王士倬指导下到南京的航空工厂和南昌的航空学院进行为期一年的实地考察，决定未来留美的学习方向。王士倬原毕业于美国麻省理工学院，建议钱学森入麻省理工学院进修，在学期间亦在当地民间企业Esleeve协助研究蒸气收缩炉，为之后的导弹、空气动力学研究种下根基。

### 赴美留學工作

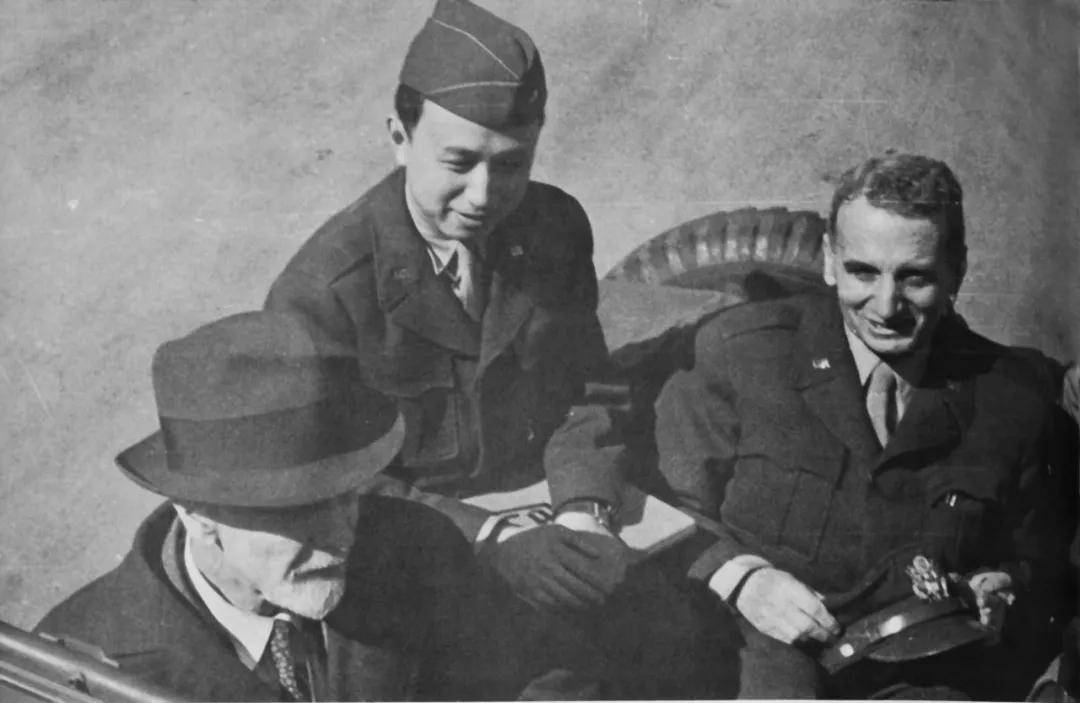
从左到右：普朗特，钱学森，冯·卡门，圖中錢學森身著美國陸軍軍服

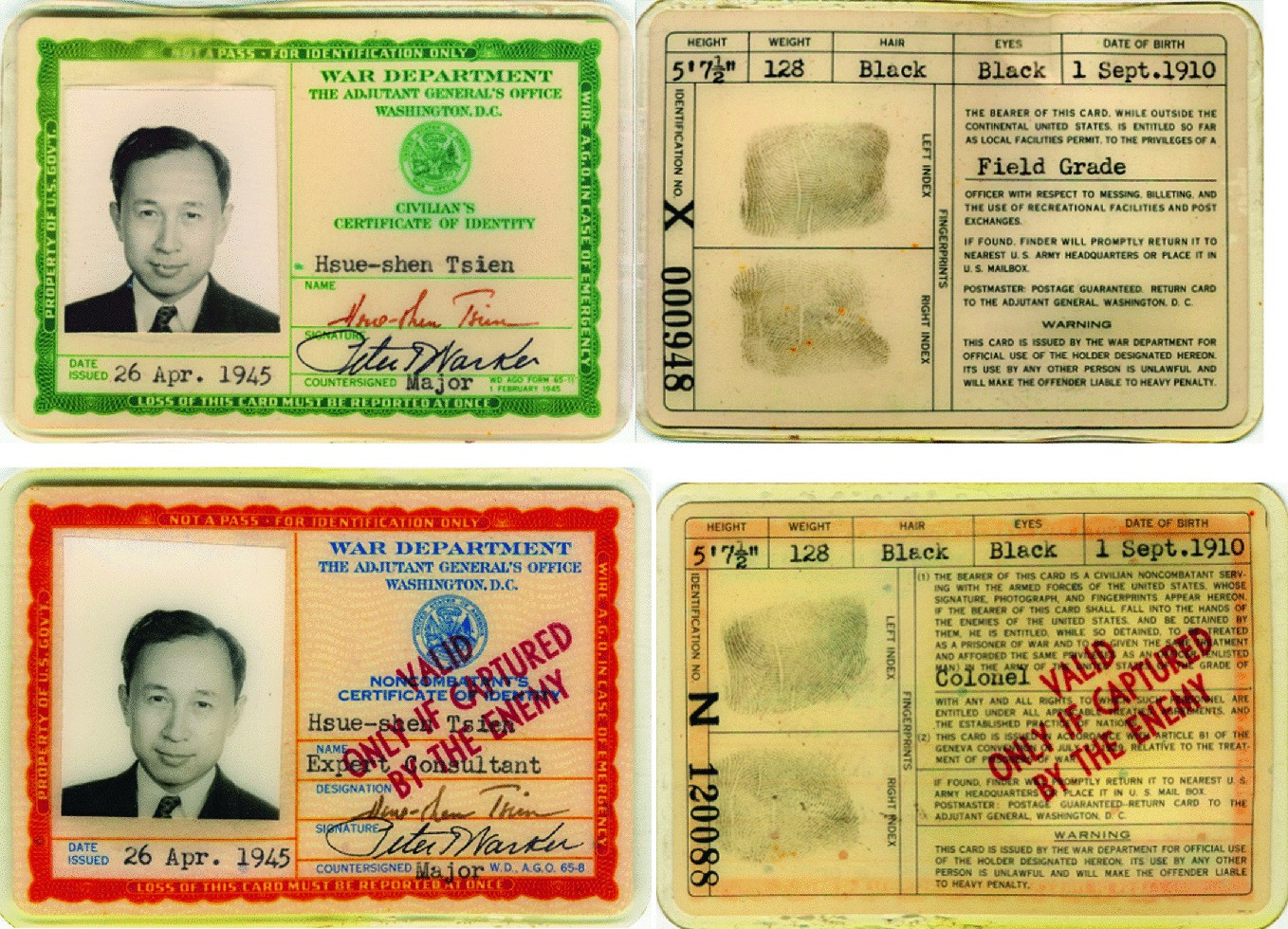
美国战争部副官办公室发给钱学森的一般身份证件和非战斗人员证。

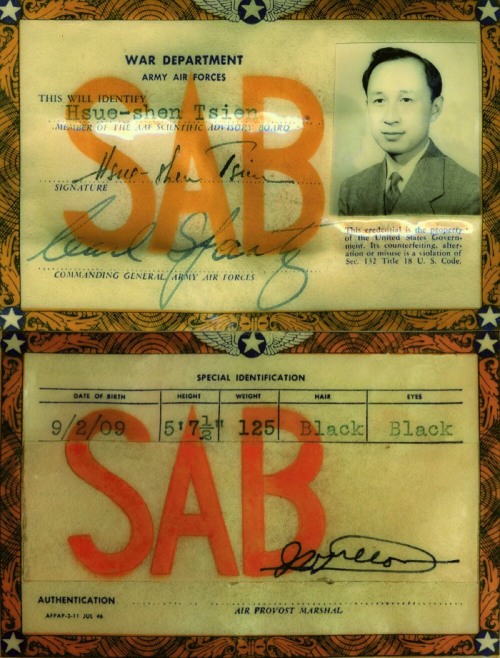
发给钱学森的美国空军科学顾问团特别证件。

1935年9月，钱学森等20名庚款留美公費生，从上海搭乘杰克逊总统号轮船，赴美国西雅图。
1936年，获得美国麻省理工学院航空工程理学硕士学位。取得学位后至加州理工学院求见空气动力学权威冯·卡门教授，征求进修意见。冯·卡门建议钱学森入加州理工学院研究院进修。同年秋，入加州理工学院研究院，师从冯·卡门。
1938年至1941年间，钱学森和冯·卡门多次合作，发表重要论文《可压缩流体的边界层》、《球面壳在外压下的屈曲》。
1939年，获得加州理工学院航空学和数学哲学博士学位。8月，发表重要论文《可压缩流体的二维亚音速流》阐明压力修正公式，后被学界称为钱-卡门公式（Kármán–Tsien equation）。
1940年，加入加州理工学院火箭研制组，研究火箭固体燃料、结构屈曲等课题。
1940年，参与风洞研制；发表论文《高速气流突变之测定》。1943年，发表论文《论风洞的汇聚风斗之设计》
1943年秋起，任加州理工学院副教授。1943年，美军情报部门探知德军正在德国境内建立大规模的火箭发射基地，火速拨款成立加州理工学院喷气推进实验室，下设弹道、材料、喷气、结构四组。钱学森任喷气研究组组长，成为世界知名的火箭喷气推进专家。
1944年美国国防部聘冯·卡门为美国陸軍航空军顾问，草拟未来20年美国太空研究的蓝图。冯·卡门特约钱学森到华盛顿参加他领导的美國戰爭部科学顾问小组。1944年冬，钱学森辞去在加州理工学院担任的各项职务，到华盛顿参加戰爭部科学顾问组。
1945年4月，美国戰爭部派遣以冯·卡门为首、团员包括钱学森在内的调查组，飞往盟军占领下的德国，询问德国火箭科学家。钱学森亲自询问德国火箭科学家包括華納·馮·布朗、鲁道夫·赫曼。冯·布朗应钱学森的要求，写出书面报告《德国液态火箭研究与展望》。钱学森还视察隐蔽在不伦瑞克市郊松林中德军機密的戈林空气动力学研究所和德国其他地方的风洞，撰写多份报告。冬，钱学森由助教晋升为副教授。
1946年发表论文《超等空气动力学，稀薄气体力学》，主编《喷气推进的新天地》论文集。
1946年8月，被麻省理工学院聘为副教授，辞去加州理工学院和喷气推进实验室所有职务。1947年5月，晋升为麻省理工学院正教授。9月，與声乐家蒋英在上海結婚。
在麻省理工学院期间，钱学森总共带了11个研究生，其中有2个博士生，分别是： 
- Mack, Leslie M.（1950）Sc.D.
- Shen, Shan-Fu.（沈申甫）（1949）Sc.D.

1949年夏天，回到加州理工学院任名誉讲座正教授。同年应聘为加州理工学院正教授，并出任加州理工学院古根海姆喷气推进研究中心主任，领导美国太空火箭的研究。同年设计了一种12马赫高超声速火箭飞机，即“钱学森弹道”。
在加州理工学院期间，钱学森总共带了11个博士（Ph.D.）研究生，
- 其中有6个博士生，导师只有钱学森一人，分别是：
  - Hartlieb, Robert Joseph（1956）
  - Kerrebrock, Jack L.（1956）
  - Serdengecti, Sedat（1955）
  - Cheng, Che-Min（郑哲敏）（1952）
  - Rannie, W. Duncan（1951）
  - Lo Chih-Chun（罗时钧）（1951年1月1日答辩）
- 与其他导师合作培养的博士生：
  - Marble, Frank E. （第一导师为冯·卡门）
  - Monroe, Gerald M.（1951）
  - Chang, Chieh-Chien（张捷迁）（1950），第一导师为冯·卡门
  - Fejer, Andrew（1945）
  - Yuan, S.W.（袁绍文）（1942），第一导师为冯·卡门

由于钱学森的身份不方便订阅香港《大公报》与纽约《美洲华侨日报》，就由加州理工的博士生罗沛霖每周末去钱家通报国内的新闻动态。

### 移民、申请入籍、驅逐出境

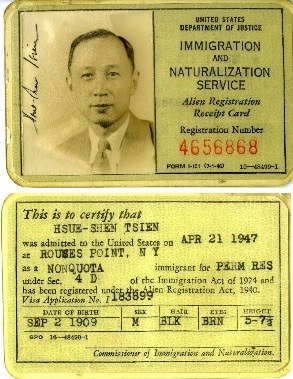
钱学森的美国绿卡（外国人登记卡）。

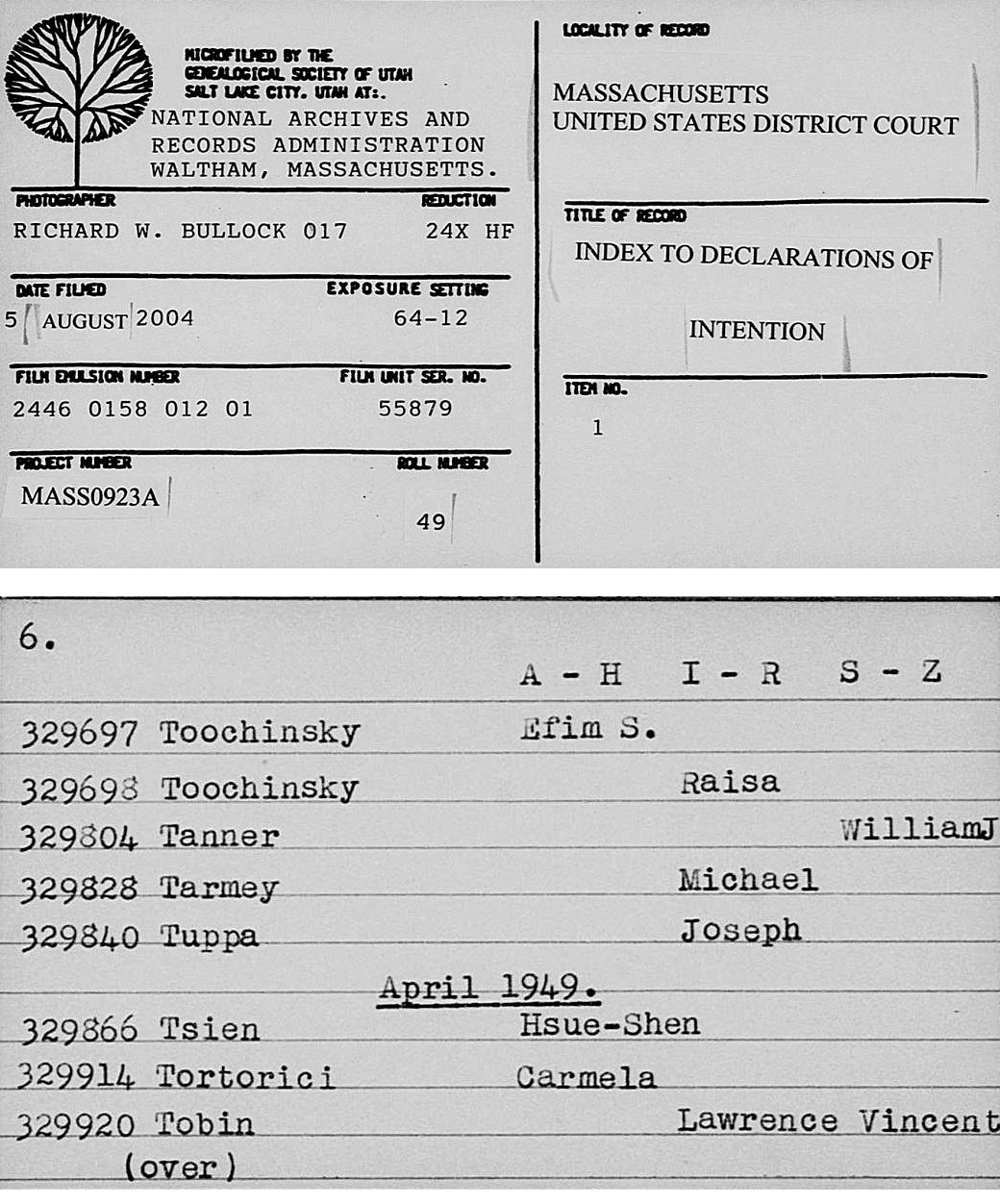
美国国家档案管理局编制的《成为美国公民意向声明索引（马萨诸塞州 1943-1955）》姓名字母索引摘录，其中钱学森出现在1949年4月的部分。

美国《1924年移民法》第4(D)条将大学教授定义为无需配额即可移民的人士类别之一。钱学森1946年8月起移居马萨诸塞州，在麻省理工学院任职副教授；后旅行到加拿大申请美国移民签证，获发签证后于1947年4月21日使用移民签证从位于纽约州劳西斯波因特的美加边境口岸入境美国，自此获得了美国永久居民身份。同年5月，钱学森晋升教授，继续在麻省理工学院任职。

根据当时生效的美国国籍法，外国人如欲入籍美国，必须先填写《有意向（成为美国公民）声明》（Declaration of Intention，表格N-315），并赴居住地的联邦地区法院签署存档；存档满两年后才能正式申请归化入籍。張純如在《蠶絲：錢學森傳》中表明，经查阅档案，钱学森于1949年4月5日向位于波士顿的美国联邦地区法院递交了《意向声明》表格，存档号为329866。有其他人士给出了不同说法，如B. Perrett撰文称錢學森系在1949年10月中華人民共和國成立后提出入籍申請，钱学森夫人蒋英称钱学森1950年8月被监禁后，美方人员要求其入籍，但钱不从。
他们来了一个人穿得正正式式的，说我请钱学森到办公室去，就把钱学森带走了，带走就放到监狱里头……他（美方人员）希望钱学森变成美国公民啊，他多次做工作，希望钱学森变成当美国人，因为许多中国同志待久了都变了，都改变了，但是钱学森不，他说我不是美国人，我不，我是中国人——钱学森夫人蒋英接受采访时所说，在2012年2月18日凤凰卫视《我的中国心》节目播出
鉴于钱学森1949年4月已提交N-315表格表明入籍意愿，而其被监禁时提交表格仍未满两年，不符合入籍条件，这些说法与档案之间存在矛盾。

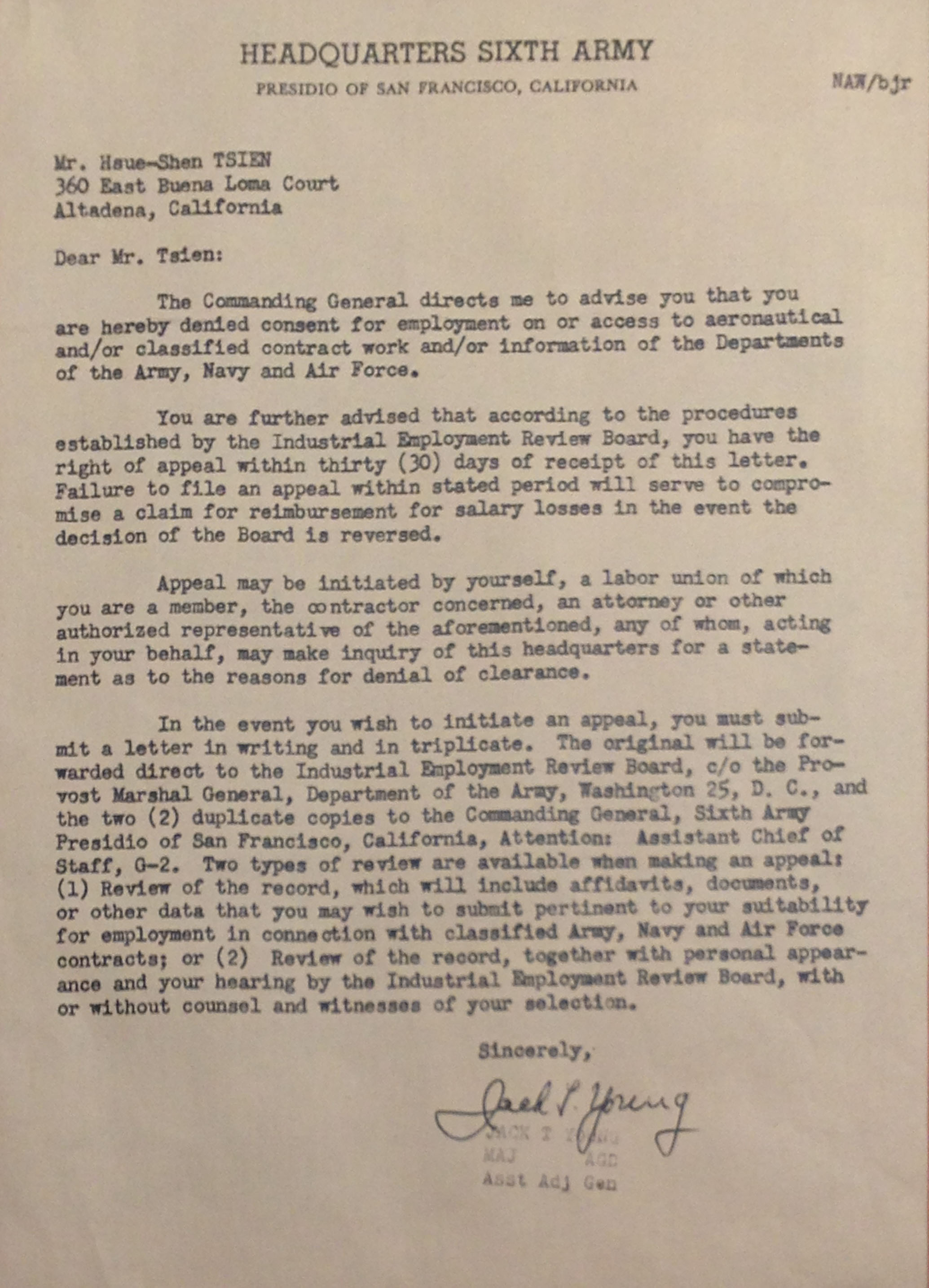
1950年7月，美国军方致信钱学森，取消其接触军事机密研究的资格

由于当时冷战开始，加上1950年美國麦卡锡主义盛行，反共思想高涨，而聯邦調查局又从美国共产党的文件中发现钱学森曾与周恩来特使接触，以及参加过共产党外围组织的一些活动，美方禁止其参加机密工作。钱学森无法继续他的研究。两星期后钱学森告知學校其去中國探親之意願，學校沒有異議且願意配合。但是當時海軍部次長丹·A·金布尔知道後，认为以錢學森涉及美軍機密工作之深，在當時中美蘇關係惡劣狀況之下，應設法勸阻其訪中為宜。联邦调查局凭钱学森早年參加過的共产党组织社交餐会出席人士名单，指控他在入籍申请中故意否认曾加入共产党外围组织不报。司法部藉“伪证”罪吊销他的机密工作许可并将他驱逐出境。美国司法部于1950年8月30日起将钱学森临时拘留在特米诺岛监狱里15天。由于加州理工学院的不懈努力和抗争，錢學森很快被取保候審。為了確保自己人身自由得到合法保障，钱学森重金聘請紐約市辯護律師格蘭特·古柏代表出庭，与美国移民局展开了长达5年的法庭鬥爭。金布尔知道司法部的行動後也表示震驚：“我的意思不是要逮捕他，太可怕了，他不是共产党，我们不应当监禁他。”“这是这个国家干过的最蠢的事。他不是共產黨正如我不是共產党，而我们强迫他离开了。”
1951年4月26日，钱学森被禁止离开洛杉矶县。
錢學森的上訴案件直到1954年才被判敗訴。在上诉五年期间，錢學森只能涉及一些基础学科的研究与教学。聯調局认为钱学森所知的机密信息五年后就会变得过时而没有用处，於是將他驅逐出境。而他在这段时间里完成了工程控制论的研究。钱学森后来幽默地说，“不让我做研究，我会在这里（用手指头）发展”。在中美关系正常化后，钱獲頒傑出校友獎受到加州理工學院邀请。該獎項後於2001年由加州理工學院好友法蘭克·馬波（Frank E. Marble）教授及夫人送達錢學森家中（馬波教授於1955年錢學森離美時親自去洛杉矶港口送行，而钱也在离开美国的时候发誓再也不来美国）。《航空週刊》在提名錢學森為2007年度風雲人物时的專文，對這段歷史的記述也大致吻合。

### 歸國

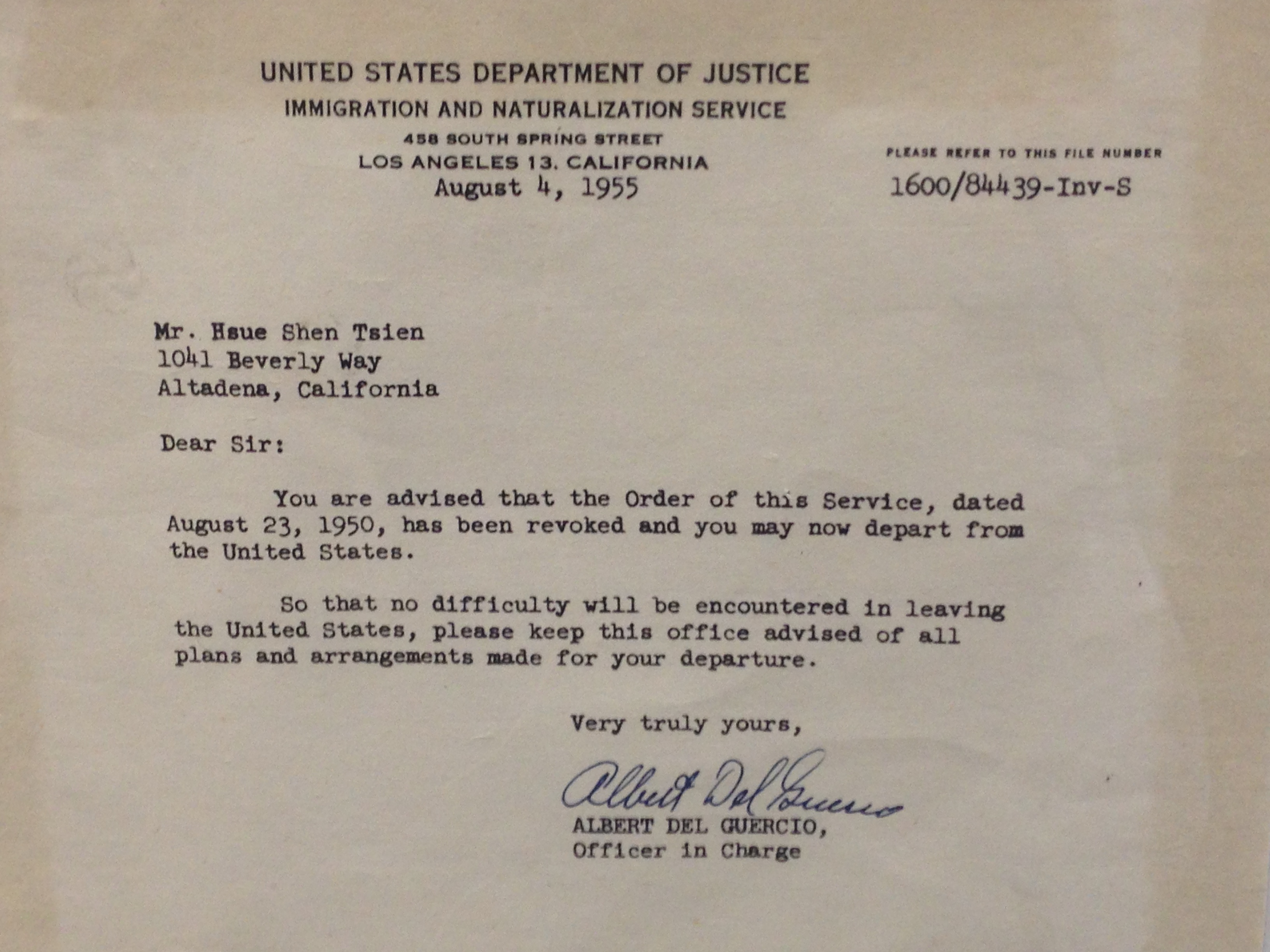
1955年8月4日，美国移民及归化局致信钱学森，取消对他的禁令，允许其离开美国。

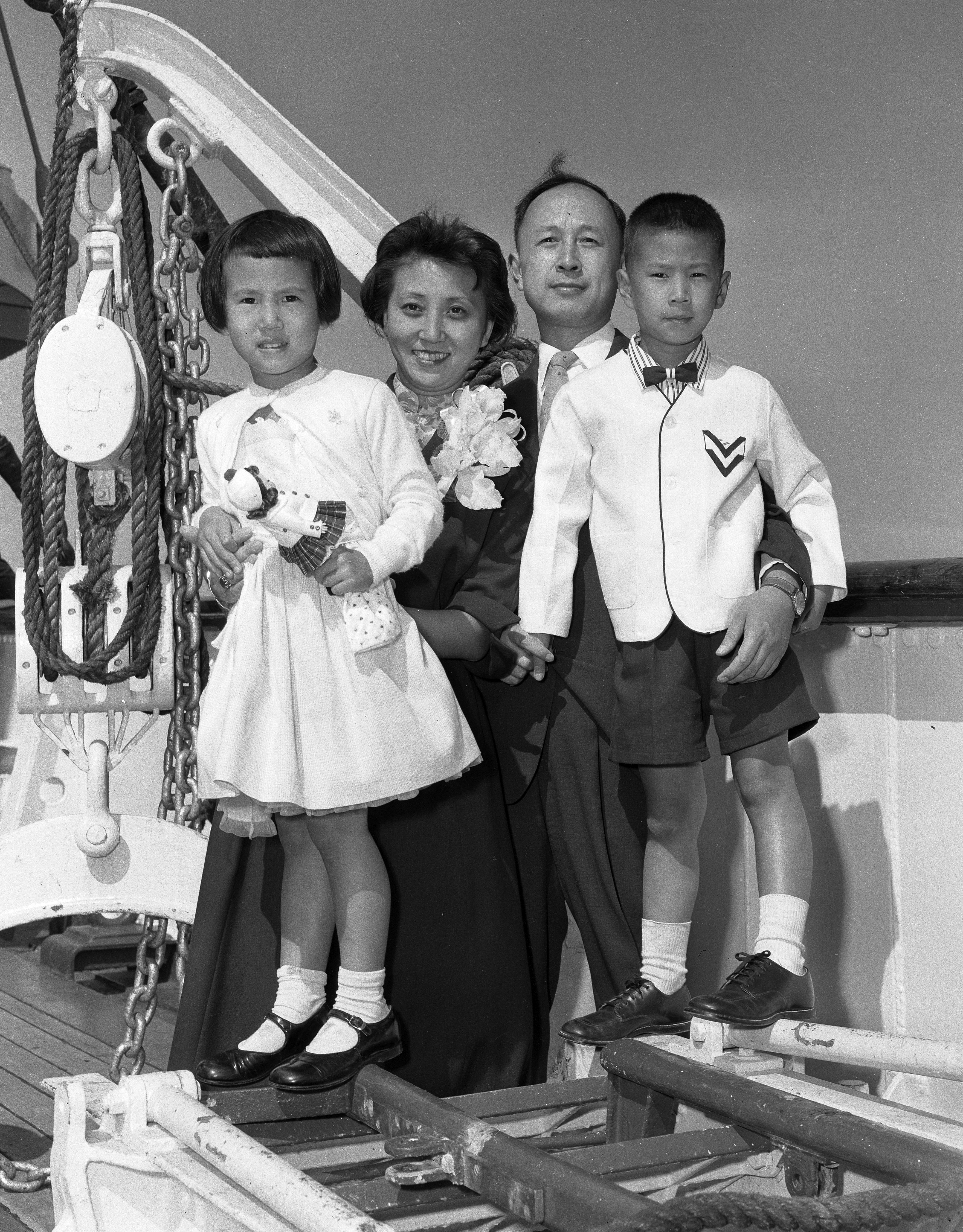
1955年9月18日，钱学森一家在克利夫兰总统号船上留影

早在1949年5月14日，在香港从事秘密联络工作的曹日昌（中共党员、香港大学教授）给钱学森写了封信，通过葛庭燧（留美中国科学工作者协会美中区负责人）寄给钱学森。曹日昌在信中以“北方工业主管人”的名义邀钱学森回国到东北或华北领导“航空工业”的建立。
1954年6月，中美两国政府開始在日内瓦双边会谈中作一般性初步探討讓雙方在各自领土的对方公民都应被允许回到自己的祖国。
直至1955年6月，美国国务卿杜勒斯与艾森豪威尔总统举行会谈，就战俘、平民回国等问题进行磋商。艾森豪威尔总统说：「我认为，我们应该让所有的中国人都回去」，因為「他们所掌握的信息现在已不是我们所想象的那样有价值了」。加上這時美国国防部改變他們早前的反對，在报告指出：「现在看来，他（錢學森）那个时候掌握的涉密信息可能被最新研究所超越，而且这些信息在苏联阵营看来也可能成为基本常识」。艾森豪威总统表示同意国防部释放他们的决定。这样，关于钱学森回国，在当时美国总统艾森豪威尔亲自过问下最终原則上批準了。8月4日，美国移民归化局洛杉矶分局局长艾伯特·德尔·古尔丘签署了同意钱学森归国的正式通知。
9月17日，钱学森登上了美国总统轮船公司的克利夫兰总统号，当时加州理工学院院长杜布里奇虽然没有到码头上送行，但是他却说了一句意味深长的话：“钱学森回国绝不是去种苹果树的。”钱学森当时与后来成为运筹学家的许国志同船，10月8日抵达香港后从九龙车站前往中国深圳，当晚抵达广州，10月12日至26日在上海停留，于10月28日抵达北京。
从1955年10月到12月，他先后在北京、东北参观各个科学研究所、高等院校、生产工厂，摸清了中国建立航空工业的基础。1955年11月25日，钱学森获得批准访问哈尔滨军事工程学院，哈军工第一任院长陈赓大将从北京乘坐飞机前往哈尔滨亲自陪同钱学森参观哈军工。考察参观期间，陈赓与钱学森关于中国能不能研制导弹，发生了一段对话
|  | 陈赓问：钱先生，你看我们中国人能不能搞导弹？ 钱学森不假思索地答道：有什么不能的？外国人能造出来的，我们中国人同样能造出来。难道中国人比外国人矮一截不成？ 陈赓豪气顿生：钱先生，我要的就是您的这句话！ |

1956年元旦下午三点，钱学森给解放军高级將領讲课时在黑板上写下“火箭军”三字，並預言導彈戰將是未來戰爭必定出現的場景，他同时建议中央军委组建一支专门的导弹部队。
1956年2月16日，钱学森受周恩来、陈毅接见，周恩来委托他起草一份导弹研制方案，在场的还有国家科委副主任范长江、中国科学院副院长张稼夫、第二机械工业部副部长刘杰。1956年2月17日，钱学森完成了周恩来交办的任务，起草了《建立我国国防航空工业意见书》（以下简称《意见书》）并提交给周恩来。2月22日，周恩来将《意见书》送毛泽东审阅，同時致信说明：“这是我要钱学森写的意见，准备在今晚谈原子能时一谈。”2月28日，周恩来又将《意见书》批给中央军委秘书长、国防部副部长黄克诚及中央军委各委员。《意见书》很快投入实施，实际上成为中国导弹研制工程的指导方案及技术文件。

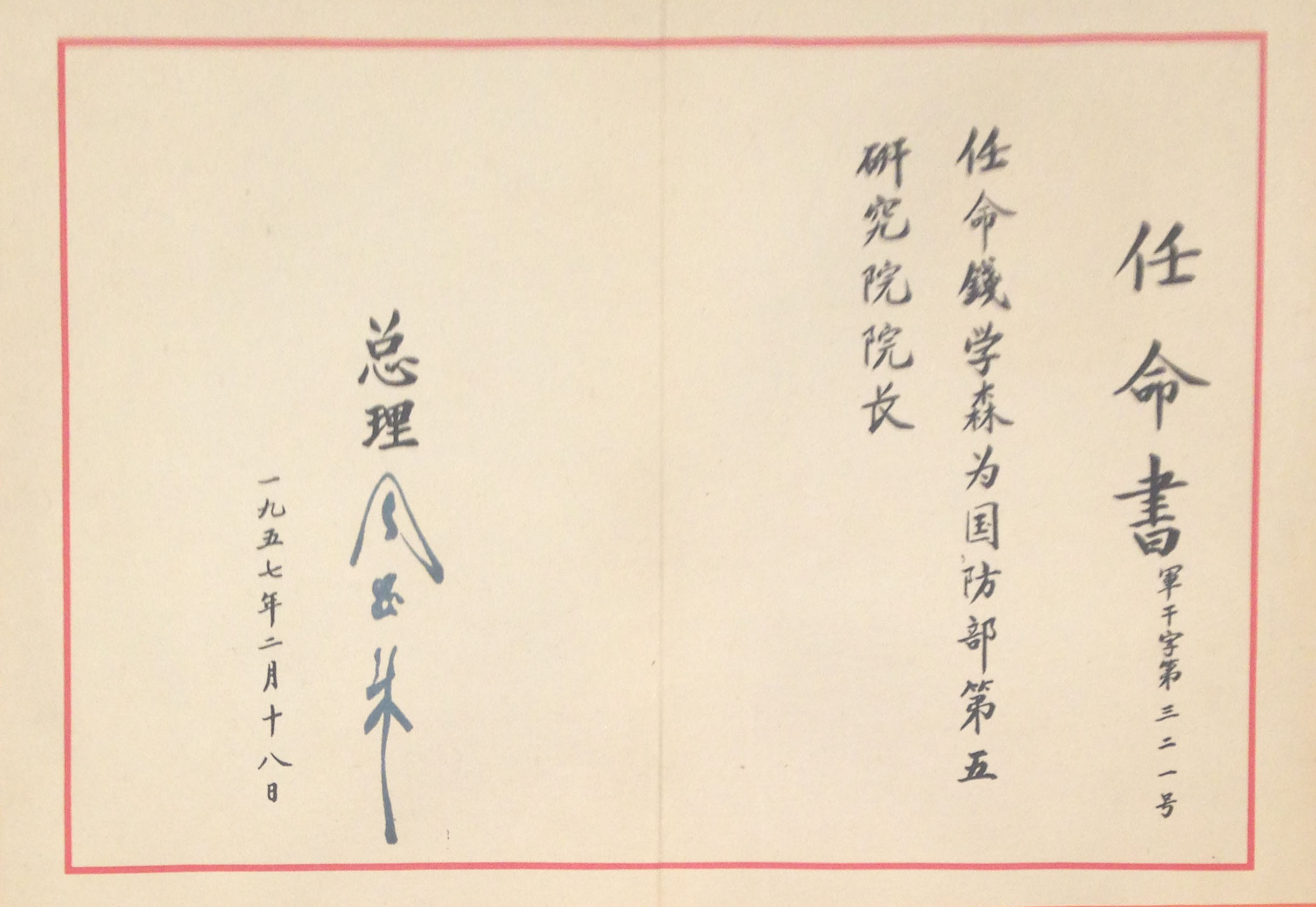
1957年2月18日周恩来总理签署的任命书，任命钱学森为国防部第五研究院院长

1956年，钱学森与钱伟长、郭永怀等创建、主持中国科学院力学研究所，钱学森任首任所长，这是钱学森回国后担任的第一个职务。按照《意见书》的建议，1956年7月中央军委批准成立了导弹管理局（国防部第五局），作为研制导弹工作的领导机构。1956年10月8日成立了中国第一个火箭/导弹研制机构“国防部第五研究院”，1957年周恩来签署国务院令，正式任命钱学森为院长。1957年3月，中央军委的导弹管理局（国防部第五局）併入国防部第五研究院。《意见书》还提出了详细的派遣留学生计划以及人才培养目标。《意见书》中列出了一份“高级人员”名单：空气动力学：沈元、陆士嘉、庄逢甘、罗时钧、林同骥、潘良儒；航空结构：王俊奎、钱伟长、王仁、杜清华、胡海昌、钱令希、郑哲敏、李敏华、范绪箕；推进机：吴仲华、陈士祜、梁守槃；控制机：罗沛霖、林津；火箭：任新民。同年9月7日，钱学森以科学技术顾问的身份跟随以聂荣臻为团长，陈赓、宋任穷为副团长的中国政府工业代表团赴苏联，代表团其他成员有李强、刘杰、万毅、刘寅、王诤、张连奎等，就新技术援助问题和《中苏国防新技术协定》的签订同苏方进行谈判。期间，钱学森与苏联科学家进行讨论，全方面了解了苏联火箭导弹的概况、计划规划、组织体制和人员结构，在苏联科学院作了学术报告。
1958年，钱学森与中国科学院同事共同倡议并参与创建中国科学技术大学。1959年1月5日，经中国科学院党委批准，钱学森被接收为中国共产党预备党员。11月12日，力学所支部大会一致通过钱学森转正。从此，他成为中国共产党的一名正式党员。
1960年东风-1短程弹道导弹（地对地）發射成功。1965年人造衛星工程開始實施。1970年4月，中国第一顆人造衛星「東方紅一號」發射成功。
1967年，冯·卡门在出版的自传中特闢一章：“钱学森與紅色中國”。冯·卡门对钱学森的评语是：“美国火箭领域中最伟大的天才之一，我的杰出学生。”

### 文化大革命期間
「无产阶级文化大革命」期間，錢學森全家離開中關村，搬到了北京阜成路的軍隊大院裡。住進與世隔絕的軍隊大院，使錢學森在“文革”期間避免受到衝擊，得到保護。
1965年，國防部五院脫離軍隊系統，改名為第七機械工業部，簡稱「七機部」，錢學森是七機部的副部長。
1966年8月至9月間，各地發生紅衛兵破四舊抄家風潮，當時在中国科学技术大学的華羅庚等著名學者都少不了有人貼大字報，紅衛兵開始到中關村的高級科學家家裡去抄家，錢學森得以幸免。
1967年1月，發生「七機部奪權事件」，發起奪權的「九一六」組織領導人是葉挺的兒子葉正光於1967年1月23日晚上把部長王秉璋、錢學森和其他四個副部長召集到部長辦公室，通知他們七機部奪權了。「錢學森聽了一下子變得面無血色，差點昏了過去。」葉正光趕緊過去扶住他，讓他坐下，並告訴他不要擔心，他是受到保護的，不會撤他副部長的職位──錢學森和另外兩位副部長就立即表示支持奪權，王秉璋和另外兩位副部長則表示反對，而王秉璋拒絕交出印章。
1968年起，許多中國科學家在文化大革命受到波及，甚至被迫害致死。1968年6月8日，七○三所所長、冶金和航空材料專家姚桐斌因为持造反派观点被保守派红卫兵組織「九一五」的人用鋼管打死；氣象學和空間物理學家趙九章是中国科学院地球物理研究所所長，他於1968年10月在中關村的家中服安眠藥自殺而死。姚桐斌和趙九章的死，使得國務院總理周恩來感到保護科學家的緊迫性（他于1966年即開列了一份包括部分重要科學家的《一份应予保护的干部名单》，要求保證名單上的每個人的生命安全）。錢學森後來說：「文革中如果沒有周總理保護，恐怕我這個人早就不在人世了。」
1969年，錢學森父親錢家治逝世。錢家治當時在中央文史研究館任職，是錢學森回國後由國務院任命的，文革一開始就被停發了工資，直到當年逝世。
1969年4月，在中共九大上被選為中央候補委員。
1970年4月24日，中國第一顆人造衛星东方红一号如期發射成功。8月23日，中共九屆二中全會開幕，即文革中的「廬山會議」，開幕第二天錢學森在華北組發言，會議討論林彪開幕式的講話。他的發言被寫進「第六號簡報」。不料這份簡報被毛定性為「反革命簡報」加以嚴厲批判。他的發言內容是關於國家主席的存廢問題：「建議在憲法上，第二條中增加毛主席是國家主席，林副主席是國家副主席”。接着，汪東興進一步建議憲法要恢復國家主席一章，大家熱烈鼓掌，贊成這個建議。主張修憲廢除國家主席職務的毛澤東要求發言犯了錯誤的人都要作檢查。
1971年9月，發生林彪出逃的九一三事件，之後錢學森的同僚王秉璋因為「上了林彪的賊船」被關押起來。
1975年，钱学森在1975年“批邓反击右倾翻案风”运动中，发表大字报批判上司张爱萍、导致后者心脏病突发住院。
1976年9月9日，毛澤東病逝。9月16日《人民日報》發表錢學森的文章《終生不忘毛主席的親切教誨》，文章感激「伟大领袖毛主席把我从在外国的困境中拯救出来」，又声称「刘少奇、林彪、邓小平一类走资派却鼓吹什么“读书做官”、“上智下愚”、“专家路线”，推行反革命的修正主义路线，妄想把我们引上复辟资本主义的绝路。他们是社会主义革命的主要对象，是我们要走革命道路的科技人员的死对头。」

### 晚年的活動及成就
1979年，钱学森被加州理工學院授予“杰出校友奖”。
1980年3月15日，中国科学技术协会第二次全国代表大会在北京召开，会议选出第二届全国委员会，其被选为副主席。1986年6月，中国科学技术协会第三次全国代表大会在北京召开，选举产生第三届全国委员会。6月28日，第三届全国委员会第一次会议召开，推举其担任主席。
1986年，钱学森当选全国政协副主席，成为副国级领导人。此后钱学森一直担任全国政协副主席至1998年。
1989年，中华人民共和国建国40周年之际，雷锋、焦裕禄、王进喜、史来贺、钱学森五人被中共中央组织部命名为“建国以来在群众中享有崇高威望的共产党员优秀代表”。
1991年被国务院和中央军委授予“国家杰出贡献科学家”荣誉称号（迄今唯一一人）和一级英雄模范奖章。1995年5月，中国科学技术协会第四次代表大会召开，并选举产生第四届全国委员会。5月27日，第四届全国委员会第一次会议召开，其被选为名誉主席。
1996年4月8日，交通大学建校百年典礼上，唯一经钱学森本人同意，中共中央总书记江泽民题写馆名的钱学森图书馆在其母校西安交通大学落成揭幕。

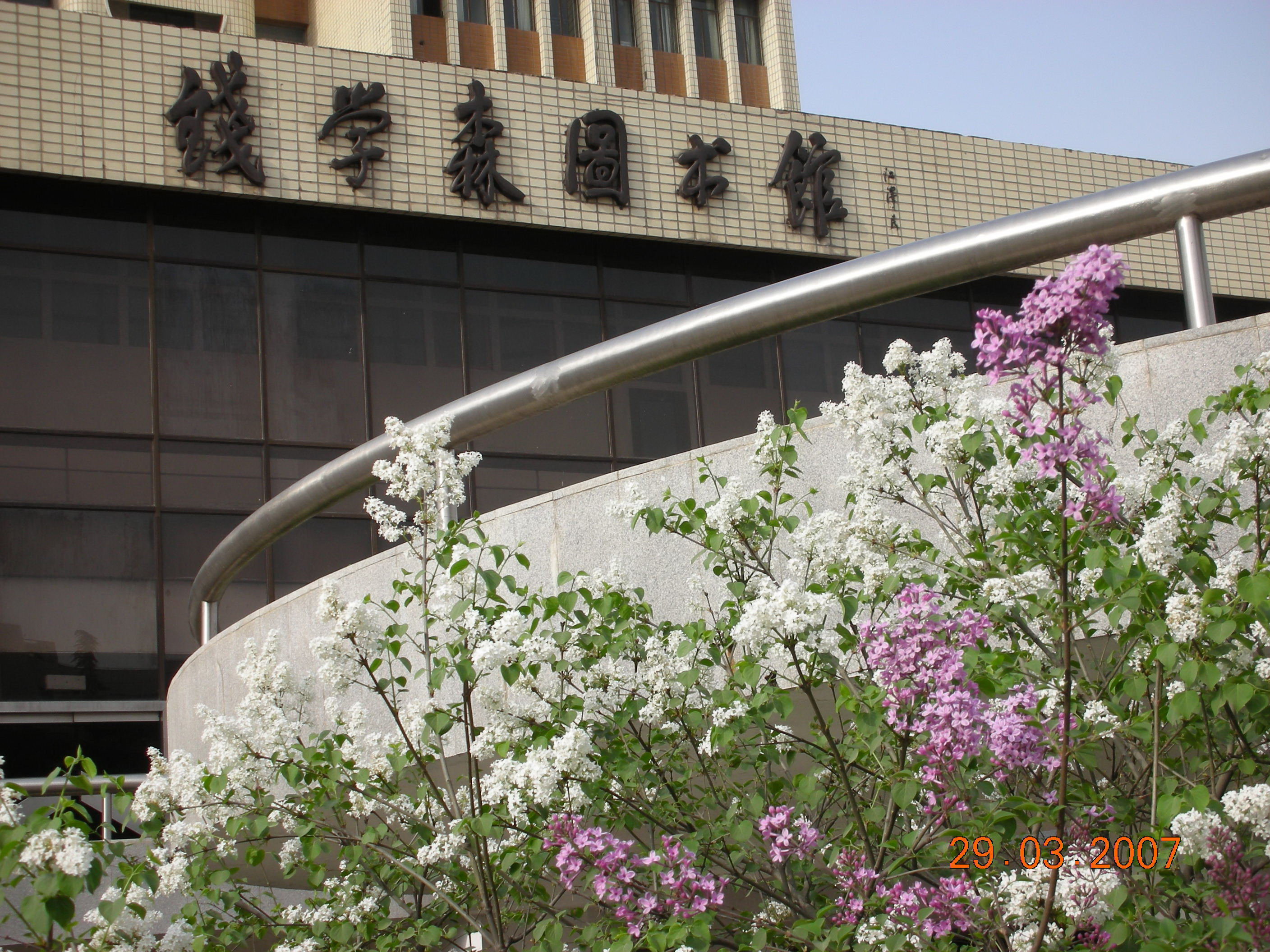
西安交通大学钱学森图书馆

1999年9月，與錢三強、鄧稼先等共23人榮獲兩彈一星功勳獎章。
2005年，時任國務院總理的温家宝在看望钱学森时，钱认为：“现在中国没有完全发展起来，一个重要原因是没有一所大学能够按照培养科学技术发明创造人才的模式去办学，没有自己独特的创新的东西，老是‘冒’不出杰出人才。这是很大的问题”。后来引发教育界广泛热议的“钱学森之问”。
2006年10月，与任新民、屠守锷、黄纬禄、梁守槃等共5位专家获“中国航天事业五十年最高荣誉奖”。
2008年9月13日钱学森塑像在中国科学技术大学落成。
2009年10月31日上午8时6分在北京中国人民解放军总医院病逝。

## 影响

### 纪念

#### 小行星3763
主带小行星3763于1980年10月14日由南京紫金山天文台发现，国际小行星中心给予其临时命名1980TA6。
1988年2月，国际小行星中心给予其国际永久编号3763，并确认紫金山天文台拥有发现、命名权。
2001年8月4日，国际天文学联合会小行星命名中心发布《小行星通报》第43188号，小行星3763被命名为“钱学森星”。

#### 钱学森实验室
中国空间技术研究院钱学森空间技术实验室（2011年12月设立）

#### 钱学森科技大学
2020年，湖南省政府发布《湖南省推进湘赣边区域合作示范区建设三年行动计划（2020—2022年）》，其中提出推进在浏阳市筹建钱学森科技大学（暂命名）。

#### 钱学森学院
- 西安交通大学钱学森学院（2016年成立）
- 南京理工大学钱学森学院（2017年成立）
- 南昌理工学院钱学森学院（2019年成立）

#### 钱学森图书馆
- 上海交通大学钱学森图书馆，2011年12月11日钱学森诞辰100周年之际，位于上海交通大学徐汇校区的钱学森图书馆正式建成对外开放。
- 西安交通大学钱学森图书馆

#### 钱学森班
- 西安交通大学钱学森实验班（2007年成立）
- 清華大學钱学森力学班（2009年成立）
- 武汉生物工程学院钱学森实验班（2009年成立）
- 国防科学技术大学钱学森创新拓展班（2010年成立）
- 上海交通大学钱学森班（2013年成立）
- 西安电子科技大学钱学森空间科学实验班（2014年成立）

#### 钱学森学校

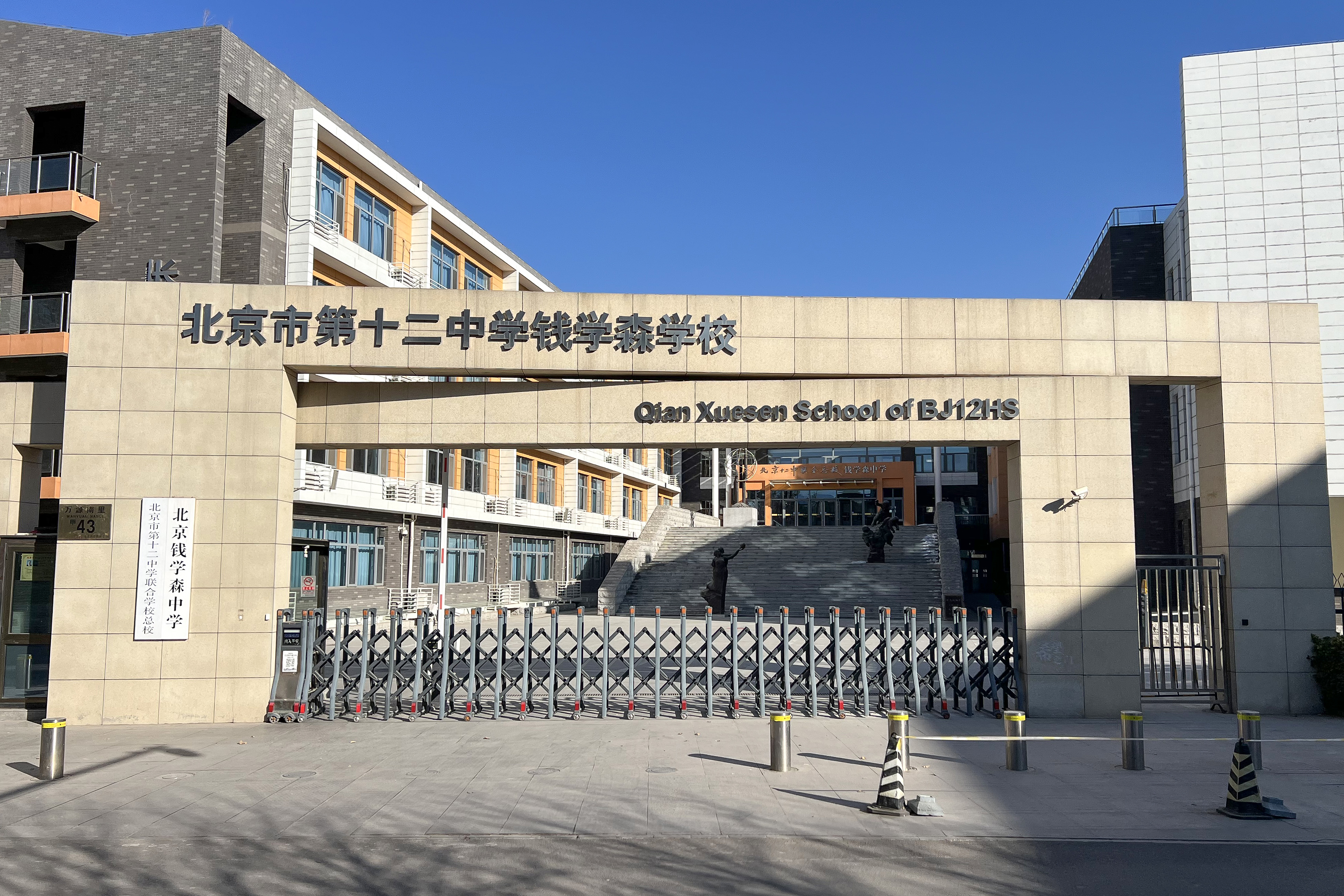
北京钱学森中学

- 北京十二中钱学森学校，2018年9月1日建成并正式投入使用，2022年加挂“北京钱学森中学”校牌[75]。钱学森之子钱永刚为荣誉校长。
- 杭州市钱学森学校，2019年在开建，预计2021年建成，为公办九年一贯制学校。[76]
- 广宁钱学森学校，2019年建成，十二年一贯制民营学校。[77]

#### 钱学森故居
钱学森故居位于杭州市小营巷方谷园2号，是钱学森3岁以前居住之处。2011年12月作为纪念馆对外开放。

### 文化
知名科幻小说家亚瑟·克拉克1981年撰写的《2010太空漫游》中，一艘中国的太空飞船“钱号”既是为纪念钱学森命名。克拉克在作者的话中向读者介绍了他的生平，称他为“近二十年来中国火箭项目的领导者之一”。

## 家庭

### 父母
- 钱家治，教育家和文史专家
- 章兰娟

### 夫人
- 蒋英，著名歌唱家，中华民国军事教育家蒋百里第三女

### 子女
- 钱永刚：1948年生。1969年入伍，曾任技师、技术助理员。1982年毕业于中国国防科学技术大学计算机系，获学士学位。1988年从美国加州理工学院计算机科学系毕业，获硕士学位。长期从事计算机应用软件系统的研制工作，高级工程师，上海交通大学的兼职教授。娶开国少将傅崇碧长女傅雅丽（又名黎力）。
- 钱永真：1950年生。1968年由国防科委副主任兼国防工办副主任罗舜初报请周恩来批准，安排参军到国防科委某疗养院服役。后为儿科医生。

### 孙
- 钱磊，中国人民解放军少校参谋

### 其他親屬
- 钱学榘，钱学森堂弟
- 钱永佑，钱学森堂侄，神经生物学家，斯坦福大学教授
- 钱永健，钱学森堂侄，錢學榘之子，2008年諾貝爾化學獎得主
- 金庸，錢學森是金庸的表姐夫，香港著名武俠小說作家

## 轶事

### 军衔
在美期间曾被授予美国陸軍航空军上校军衔。1956年中苏就火箭技术谈判时，则经毛泽东批准被临时授予解放军中将军衔。

## 争议

### “万斤亩”公案
钱学森在1958年大跃进时，自己不是农业家，也并没有认真具体去试验，自己也没有百分之百地种出亩产万斤，而是在假设，在《中国青年报》将他在一次“科学与人文”座谈会上的讲话与在《知识就是力量》杂志发表的《农业中的力学问题——亩产万斤不是问题》的文章整理成《粮食亩产会有多少？》发表，文章中表示“农业生产的最终极限决定于每年单位面积上的太阳光能”：假设植物光合作用30%的效率可以达到，并假设植物中的1/5能转换为可吃的粮食，认为只要必需的水利、肥料、劳力等等条件能满足，那么粮食产量的不断提高是没有问题的，甚至可达到“2000斤的20多倍”。有人认为，这些论述为放卫星提供了“科学论证”，并影响了最高决策。
李銳《反思大躍進》曾記載，毛泽东的秘书田家英曾問毛澤東：“你也不是沒當過農民，你應當知道畝產萬斤是不可能的。”毛澤東說：“這是我看了大科學家錢學森的文章，才相信的。”钱学森后来辩解称他所提出的产量数字明确指“计算的单位面积年产量，无论粮食或是木材都是理想的极限量。要接近这个指标，必须解决一系列问题。
钱学森在1993年给友人的一封信中进一步辩解，“如百分之百地用空气中的CO2和从根吸取的水合成碳水化合物，则每亩地每年有190-320吨。光合作用的能量效率可达50%，而粮粒只占全部产物的1/3，故理想最高年亩产是32-53吨。说亩产万斤，才5吨，远远小于理想数。”并认为充分发挥科学技术的力量是能够实现的。

### 支持“人体科学”研究
中国大陆改革开放之初，各种特异功能、灵异事件、气功在民间以及政界、科学界都有很大影响力。1980年6月，钱学森在《自然杂志》明确表示支持人体特异功能的研究。他说，“人体特异功能太不寻常了，恐怕能接受的人是少数。更大范围的是气功，能治病，人家容易接受。虽然特异功能可能一时还不能登大雅之堂，但是气功可以。”为此，他与反对特异功能和气功的于光远等人发生激烈争论。
1982年4月20日，鉴于“耳朵认字”等事件持续发酵，中宣部向全国各宣传系统发出对特异功能“不宣传、不介绍、不批评”的“三不政策”通知。同年5月5日，钱学森给时任中宣部副部长郁文写信说，“我以党性担保：人体特异功能是真的，不是假的；有作假的，有骗人的，但那不是人体特异功能。”
1983年钱学森首创“人体科学”的概念，并筹建中国人体科学研究会。而在1986年中国气功科学研究会召开的座谈会上，钱学森说：“我国有十亿人口，如果一百个当中有一个人练功，就是一千万，每百个练功的人有一个人去教，就需要十万个气功师，把这十万个气功师提高提高，这就是一件大事。”他认为气功可以提高健康水平，又可以提高智力，而且可以调动人的先天潜能。1990年，钱学森在中国人体科学学会首届理事会第四次会议上的发言稿中提出“人体科学”研究要重视临床医学、西医、中西医结合、民间医学、心理治疗、气功、特异功能等七个方面。
据中国科学院院士何祚庥回忆，他在中央发文号召反对伪科学后，才于1995年以《“超人”张宝胜败走麦城》一文发表《科技文萃》上，而文中提到的关于人体特异功能的实验在1988年5月就已经做出。而他之所以不在当时发表这篇文章，就是因为不想得罪钱学森，让他难堪。

### 1999年美国国会考克斯报告的指控
1999年美国国会考克斯报告（Cox Report）中专门有一节题为“钱学森在中国导弹与空间计划发展中的作用”，声称钱学森为“间谍”。钱学森传记作者张纯如对这一指控予以了驳斥。

## 复杂巨系统方法论
钱学森晚年致力于复杂巨系统的方法论研究，特别是将航天工程的成功经验引入到国家宏观政策的研究中，改变“拍脑袋”的决策方式，定性定量相结合，推动了中国数学经济模型的发展。美国空军大学下属的智库“中国航空航天研究所”在2024年2月发布了一篇专题报告，题目是“复杂系统工程的事业：钱学森的系统工程理论”（A Complex Systems Engineering Undertaking: The Qian Xuesen School of Systems Engineering），旨在通过剖析钱学森在工程和国家管理上的复杂巨系统的方法论，进一步理解中国政府的运作方式。

## 论著

### 论文
- Th. von Karman and H.S.Tsien, Boundary Layer in Compressible Fluids, Journal of Aeronaut. Sci, vol. 3, pp227–232, 1938（可压缩流体中的边界层）
- Hsue-shen Tsien,Supersonic Flow over an Inclined Body of Revolution, J Aeronaut. Sci, vol. 5, pp. 480–483, 1938（倾斜旋转体上的超音速流动）
- Hsue-shen Tsien, Ph.D Thesis, Problems in Motion of Compressible Fluids and Reaction Propagation, Caltech, 1938（可压缩流体运动和反应传播问题）
- Tsien HS. Two-dimensional subsonic flow of compressible fluids // Aeronaut. Sci. 1939（可压缩流体的二维亚音速流动）
- Th. von Karman and Hsue-shen Tsien, The Buckling of Spherical Shells by External Pressure,J. Aeronaut. Sci, vol 7, pp. 43–50, 1940（外压作用下球壳的屈曲）
- Th. von Karman,Louis G.Dunn and Hsue-shen Tsien, The Influence of Curvature on the Bucklng Characteristics of Structures J.Aeronaut. Sci, vol. 7, pp. 276-289, 1940（曲率对结构屈曲特性的影响）
- Von Karman T, Tsien HS. The buckling of thin cylindrical shells under axial compression. J Aeronaut Sci, 1941（薄壁圆柱壳在轴向压缩下的屈曲）
- Tsien, HS.  Symmetrical Joukowsky Airfoils in shear flow. Q. Appl. Math. 1943（剪切流中的对称 Joukowsky 翼型）
- Tsien, HS. On the Design of the Contraction Cone for a Wind Tunnel. J. Aeronaut. Sci., 10, 68-70, 1943（风洞收缩锥的设计）
- Von Karman, T. and Tsien, HS.  Lifting- line Theory for a Wing in Nonuniform Flow.  Quarterly of Applied Mathematics, Vol. 3, 1945（非均匀流中机翼的升力线理论）
- Tsien, HS. Similarity laws of hypersonic flows. J. Math. Phys. 25, 247-251, (1946).（高超声速流的相似定律）
- Tsien, HS, and Kuo, YH (郭永怀） ,  "Two-Dimensional Irrotational. Mixed Subsonic and Supersonic Flow of a Compressible Fluid and the Upper Critical Mach dumber", NACA Technical Note No. 495, 1946（“二维无旋。可压缩流体的亚音速和超音速混合流以及上临界马赫数”）
- Tsien, HS. Rockets and Other Thermal Jets Using Nuclear Energy", The Science and Engineering of Nuclear Power, Addison-Wesley, Vol. 11, 1949（“使用核能的火箭和其他热喷射”）
- Tsien, HS. The transfer functions of rocket nozzles. J. Am. Rocket Soc, 1952（火箭喷嘴的传递函数）
- Tsien, HS. Take-Off from Satellite  Journal of the American. Rocket Society, Vol. 23, No. 4, 1953（从美国卫星杂志起飞）
- Tsien, HS. The Poincare-Lighthill-Kuo Method, Advances in Appl. Mech. 1956（庞加莱-莱特希尔-郭方法）
- Tsien, HS. The equations of gas dynamics. 1958（气体动力学方程）
- 钱学森、于景元、戴汝为. . 自然杂志. 1990, (1).

### 书籍
- Engineering Cybernetics，Tsien, H. S. McGraw Hill, 1954（工程控制论）
- Tsien, H.S. Technische Kybernetik, Übersetzt von Dr. H. Kaltenecker, Berliner Union Stuttgart 1957（技术控制论——德文译本）
- ТЕХНИЧЕСКАЯ　КИБЕРНЕТИКА（技术控制论——俄文译本）
- 工程控制论. 科学出版社. 1956. ISBN 978-7-110-01196-6
  - 工程控制论（第2版）. 科学出版社. 1980. ISBN 978-7-110-01196-6
  - 工程控制论（第3版）. 科学出版社, 2011. ISBN 978-7-03-030094-2
- 《导弹概论》钱学森手稿  中国宇航出版社 2009  ISBN 978-7-80218-657-6
- 《钱学森科学技术思想丛书》
  - 钱学森论火箭导弹和航空航天. 科学出版社, 2011.
  - 钱学森现代军事科学思想. 科学出版社, 2011.
  - 钱学森论系统科学（讲话）. 科学出版社, 2011.
  - 现代科学技术体系总体框架的探索. 科学出版社, 2011.
  - 社会工程学. 科学出版社, 2011.
  - 地理科学与现代科学技术体系. 科学出版社, 2011.
  - 钱学森哲学思想. 科学出版社, 2011.
  - 钱学森思维科学. 科学出版社, 2011.
  - 马克思主义哲学与现代科学技术.科学出版社, 2011.
  - 人体复杂系统科学探索.科学出版社, 2011.
  - 系统论—还原论与整体论的辨证统一. 科学出版社, 2011.
- 创建系统学。山西科学技术出版社，2001. ISBN 978-7-5377-1948-3
  - 创建系统学（新世纪版）.上海交通大学出版社, 2007. ISBN 978-7-313-04592-8
- 气体动力学诸方程. 1966.
- 星际航行概论. 1966.
  - 星际航行概论. 中国宇航出版社, 2008. ISBN 978-7-80218-439-8
- 物理力学讲义. 1962.
  - 物理力学讲义（新世纪版）. 上海交通大学出版社，2007. ISBN 978-7-313-04876-9
- 从飞机导弹说到生产过程的自动化. 1959.
- 论系统工程。湖南科学技术出版社, 1982. ISBN 978-7-5357-0412-2
  - 论系统工程（新世纪版）.上海交通大学出版社, 2007. ISBN 978-7-313-04589-8
- Collect Works of Hsue-Shen Tsien 钱学森文集 1938-1956 海外学术文献 （英文版）2011 上海交通大学出版社 ISBN 978-7-313-06830-9
- 论人体科学与现代科技。上海交通大学出版社, 1998. ISBN 978-7-313-01601-0
- 钱学森手稿. 山西教育出版社，2000. ISBN 978-7-5440-2226-2
- 水动力学讲义手稿.上海交通大学出版社, 2007. ISBN 978-7-313-04199-9
- 钱学森书信（1-10卷）.国防工业出版社, 2007. ISBN 978-7-118-04620-5
- 钱学森书信选（上、下卷）.国防工业出版社, 2008. ISBN 978-7-118-05645-7

- 钱学森讲谈录，九州出版社，2009-02
- 钱学森文集（全6卷），国防工业出版社，2012-01

### 引用
1. ↑  . www.gov.cn.
2. ↑  .   [2023-08-10]. （原始内容存档于2023-08-11）.
3. ↑  《他日歸來-錢學森的求知歲月 （页面存档备份，存于）》，呂成冬，浙江科學技術，2019年08月30日初版，ISBN 978-753-41-8752-0
4. ↑  中国大百科智慧藏：錢學森[]
5. ↑  . 网易探索. 广州. 2009-10-31  [2009-11-01]. （原始内容存档于2009-11-03）.
6. ↑  . 人民网.   [2019-11-04]. （原始内容存档于2016-11-13）.
7. ↑  . 科学网.   [2019-11-04]. （原始内容存档于2019-11-04）.
8. ↑  . 中国新闻网.   [2009-11-02]. （原始内容存档于2009-11-03） （中文（简体））.
9. ↑  .   [2015-08-18]. （原始内容存档于2015-09-26）.
10. ↑  《共和国科学拓荒者传记系列：钱学森传》， 出版社: 中国青年出版社; 第1版(2015年2月1日); 丛书名: 共和国科学拓荒者传记系列; 平装: 337页。ISBN 9787515329321
11. 1 2  . www.qianxslib.sjtu.edu.cn.   [2023-03-24]. （原始内容存档于2021-04-22）.
12. ↑  Th. von Karman, Hsue-shen Tsien Boundary Layer in Compressible Fluids, J. Aeronautic Sciences, Vol. 3. 《钱学森文集》, pp. 1-11. 上海交通大学出版社. 2011
13. ↑  Th. von Karman, Hsue-shen Tsien, The Buckling of Spherical Shell by External Pressure, J. Aeronatic Sciences, Vol. 7, pp. 43-50. 1940. 《钱学森文集》, pp. 109-121. 交通大学出版社, 2011.
14. ↑  Hsue-shen Tsien, Two-Dimentional Flow of Compressible Fluids, J. Aeronautic Sciences, Vol. l6; 《钱学森文集》, pp. 92-108.
15. ↑  Th. von Karman and Hsue-shen Tsien, The Buckling of Spherical Shells by External Pressure,J. Aeronaut. Sci, Vol. 7, pp. 43-50.1940
16. ↑  Hsue-shen Tsien, Ph.D,Technical Report #2, The Aeronautic Research Institude, Chengdu,China 1941
17. ↑  On The Design of Contraction Cone for A Wind Tunnel, J. Aeronautic Sciences, vol 10 pp 68-70 1943;钱学森文集 231-235 交通大学出版社 2011
18. ↑  Superaerodynamics, Mechanics of Rarefied Gases, J. Aeronautic Sciences, vol 13, pp654-664,1946;钱学森文集 406-429 交通大学出版社 2011
19. ↑  .   [2013-08-26]. （原始内容存档于2013-11-14）.
20. ↑  .   [2014-01-16]. （原始内容存档于2007-02-04）.
21. ↑  岑格：“回忆父亲与钱学森的交往点滴——罗沛霖之子罗晋谈父辈往事”，《中国航天》，2018年第8期，第34-35页。
22. ↑  Viorst, Milton. . Esquire | The Complete Archive.
23. ↑  . aad.archives.gov.
24. ↑  . www.uscis.gov. 2020-01-06 （英语）.
25. ↑  Iris Chang, Thread of the Silkworm, Basic Books, pp.143, 1955; Notes, pp.293 : "he applied for U.S. citizenship: FBI report (file number 65-4857), September 22, 1950, folder LA23-24, "Investigative Case Files"; Declaration of intention to become a U.S. citizen (no. 329866 at U.S. District Court in Boston), April 5, 1949, National Archives, New England Regional Branch"
26. 1 2  Perrett, B. (January 7, 2008), Sea Change, Aviation Week and Space Technology, Vol. 168, No. 1, pp. 57-61.
27. ↑  网易探索. . 网易新闻.   [2015-06-08]. （原始内容存档于2015-07-08）.
28. ↑  凤凰卫视. . 凤凰网/凤凰视频.   [2012-02-18]. （原始内容存档于2012-05-13）.
29. ↑  . phtv.ifeng.com. 2012-02-20  [2024-01-21]. （原始内容存档于2014-02-17）.
30. ↑  李鸣生. . 福建人民出版社. 1997. ISBN 9787211028382.
31. 1 2  . 人文与社会.   [2009-11-03]. （原始内容存档于2011-11-17） （中文（简体））.
32. ↑  Williams, Ruth. . Rockefeller University Press.   [2010-12-23]. （原始内容存档于2019-07-01）.
33. 1 2  . 南方周末.   [2009-11-05]. （原始内容存档于2009-11-03） （中文（简体））.
34. ↑  .   [2009-11-02]. （原始内容存档于2015-02-02）.
35. ↑  . 人文与社会.   [2009-11-05]. （原始内容存档于2011-11-17） （中文（简体））.
36. ↑  Naval War College （页面存档备份，存于） China's Nuclear Force Modernization
37. ↑  Judith Goodstein, California Institute of Technology Oral History Project, "Interview with Lee A. DuBridge, Part II", pp. 31-35, 1981
38. ↑  William L. Ryan and Sam Summerlin. . Hutchinson. 1969. ISBN 978-0090959600.
39. ↑  .   [2013-06-29]. （原始内容存档于2013-07-26）.
40. ↑  Frank E. Marble, "Tsien Revisited", Caltech News, v.36, No.1, 2002
41. 1 2 3 4 5 6  .   [2016-09-22]. （原始内容存档于2016-09-23）.
42. ↑  张现民. . 上海行政学院学报. 2017, 18 (03): 78–87  [2021-09-15]. （原始内容存档于2021-04-13）.
43. ↑  张现民. . 中共党史出版社. 2019年1月. ISBN 9787509848753.
44. ↑  李梦涵. . 中华读书报 (光明网). 2019-09-18: 05版  [2021-09-15]. （原始内容存档于2021-09-15）.
45. ↑  叶永烈. . 上海市: 上海交通大学出版社. 2009.11: 243–244  [2017-06-04]. ISBN 978-7-313-06084-6. （原始内容存档于2012-02-03） （中文（简体））.
46. ↑   (PDF). 学习时报: 06. 2023-08-16  [2023-09-08].
47. 1 2  . www.thepaper.cn.   [2019-08-18]. （原始内容存档于2020-11-04）.
48. ↑  .   [2016-09-22]. （原始内容存档于2016-09-23）.
49. ↑  总政治部. . 当代中国出版社. 2007-08-02  [2018-11-30]. （原始内容存档于2018-11-30）.
50. ↑  Theodore von Karman and Lee Edson The Wind and Beyond:Theodore von Karman, Chapter 38, Dr Tsien of Red China
51. ↑  .   [2014-09-06]. （原始内容存档于2016-03-04）.
52. 1 2  . 二闲堂文库.   [2019-10-24]. （原始内容存档于2018-10-22）.
53. ↑  . 人民网.   [2019-10-24]. （原始内容存档于2019-10-24）.
54. ↑  . 人民网.   [2019-10-25]. （原始内容存档于2019-07-13）.
55. ↑  . 多维新闻.   [2019-10-25]. （原始内容存档于2019-04-23）.
56. ↑  . cn.govopendata.com.   [2022-10-16].
57. ↑  . 中国科学院.   [2015-11-02]. （原始内容存档于2015-03-29） （中文（简体））.
58. ↑  中共中央组织部，中共中央党史研究室，中央档案馆. . 北京: 中共党史出版社. 2000: 405–406. ISBN 7-80136-318-3.
59. ↑  何志平，尹恭成，张小梅主编. . 上海：上海科学普及出版社. 1990.12: 1010–1011. ISBN 7-5427-0276-9.
60. ↑  中国科协研究室编. . 中国科协研究室. : 94–96.
61. ↑  中共中央组织部，中共中央党史研究室，中央档案馆. . 北京: 中共党史出版社. 2000: 408. ISBN 7-80136-318-3.
62. ↑  陈建新等主编. . 武汉: 湖北教育出版社. 1994.10: 609. ISBN 7-5351-1355-9.
63. ↑  李方诗等主编. . 北京：华艺出版社. 1992.10: 475–476. ISBN 7-80039-683-5.
64. ↑  中共中央组织部，中共中央党史研究室，中央档案馆. . 北京：中共党史出版社. 2000: 409–410. ISBN 7-80136-318-3.
65. ↑  陈建新等主编. . 武汉：湖北教育出版社. 1994.10: 609–610. ISBN 7-5351-1355-9.
66. ↑  李斌. . 新华网. 2005-07-30  [2013-10-19]. （原始内容存档于2012-04-14）.
67. ↑  . 中国科学技术大学.   [2009-11-02]. （原始内容存档于2009-11-05） （中文（简体））.
68. 1 2  . 扬子晚报网.   [2009-11-02]. （原始内容存档于2010-03-05） （中文（简体））.
69. ↑  金振蓉、刘新武、齐芳. . 人民网.   [2009-10-31]. （原始内容存档于2009-11-05） （中文（简体））.
70. 1 2  Claire Noland. . 洛杉矶时报.   [2009-11-01]. （原始内容存档于2009-11-03） （英语）.
71. ↑  . Caltech Today.   [2009-11-02]. （原始内容存档于2011-09-28） （英语）.
72. ↑  我们的太空. .   [2025-05-05].
73. ↑  . IAU Minor Planet Center.   [2025-05-05].
74. ↑  虞涵棋. . 澎湃新闻.   [2020-08-13]. （原始内容存档于2020-10-24）.
75. ↑  . 中国教育报. 2022-09-02  [2024-01-28]. （原始内容存档于2024-01-28）.
76. ↑  梁建伟. . 钱江晚报.   [2020-08-13]. （原始内容存档于2020-10-24）.
77. ↑  .   [2020-08-13]. （原始内容存档于2020-10-27）.
78. ↑  . 新浪网. 2009-11-01  [2020-02-16]. （原始内容存档于2020-02-16） （中文（简体））.
79. ↑  钱学森. . 知识就是力量. 1959, (8－9月合刊).
80. ↑  錢學森. . 中國青年報. 1958年6月16日.
81. 1 2  叶永烈. . 南方周末. 2011-03-02  [2011-03-07]. （原始内容存档于2011-03-07）.
82. ↑  吴晓波. . 网易新闻. 2009-06-24  [2017-08-16]. （原始内容存档于2017-08-16） （中文（简体））.
83. ↑  秦晖，等. . 《炎黄春秋》. （原始内容存档于2010-08-09） （中文）.
84. ↑  席琳. . 网易. 2008-12-10. （原始内容存档于2022-05-11） （中文）.
85. ↑  叶永烈. . 腾讯. 南方新闻网. 2011-03-07. （原始内容存档于2022-05-11） （中文）.
86. ↑  . 澎湃新闻-专注时政与思想-ThePaper.cn. 2015-07-25  [2023-07-28]. （原始内容存档于2023-10-11） （中文）.
87. ↑  . 澎湃新闻.   [2015-07-25]. （原始内容存档于2015-10-09） （中文（简体））.
88. ↑  .   [2009-11-05]. （原始内容存档于2009-05-10）.
89. ↑  .   [2009-11-05]. （原始内容存档于2009-04-15）.
90. ↑  . Air University (AU). 2024-02-20  [2024-09-29]. （原始内容存档于2024-09-26） （美国英语）.